# Comuna Vlădești, Argeș
Vlădești este o comună în județul Argeș, Muntenia, România, formată din satele Coteasca, Drăghescu, Putina și Vlădești (reședința).

## Așezare

### Poziția pe harta Argeșului
Comuna se află în estul județului, în Gruiurile Argeșului, pe malurile râului Bratia. Este străbătută de șoseaua județeană DJ732, care o leagă spre nord de Aninoasa (unde se termină în DN73C) și spre sud de Bălilești și Stâlpeni (unde se termină în DN73).

### Toponimia și atestarea documentară
În ceea ce privește denumirea comunei, potrivit legendei, Negru-Vodă i-a împroprietărit cu  moșii pe vitejii care au participat la bătălia de la Posada (1330).  Vlad, căpitan în oastea domnitorului, a primit locurile care, în timp, au creat numele antroponimic Vlădești.
Ulterior, pe măsura dezvoltării așezării și implicit a numărului de locuitori, au fost consemnate toponimele de Vlădeștii de Sus și Vlădeștii de Jos, diferența făcându-se după altitudine.
Către sfârșitul sec. XVII și începutul sec. XVIII, unii români din Transilvania care se afla atunci sub stăpânire ungară, au populat mai multe sate de la sud de Carpați printre care și  actuala comună Vlădești. În Vlădești de Sus sunt multe familii cu numele de Ungureanu, românilor veniți de peste munte atribuinduli-se denumirea  de ungureni. Un cătun unde se află urmași ai românilor ungureni emigrați din localitatea Sâmbăta de lângă Făgăraș, se numește Sâmbeteni.
În sec XVII-XIX, au venit în Vlădești îndeosebi prin căsătorie, multe familii din Rucăr (localitate aflată astăzi tot în județul Argeș la o distanță de 50 de km, spre nord) în special în zona Prislop, unele casele au fost construite după arhitectura de la Rucăr, iar portul popular este adus tot de acolo.
Atestarea documentară, satul existând cu mult timp înainte, este datată  23 august 1437, când Domnitorul Vlad al-II-lea Dracul, tatăl domnitorului Vlad Țepeș, a emis un act în care se spune:
A binevoit domnia mea cu a sa bunăvoință și am dăruit acest atotcinstit și de față hrisov al domniei mele, slugii și boierului domniei mele Jupân Bodin cu fiii lui, ca să-i fie Vlădeștii de ocină și de ohabă, cât va trăi domnia mea ....Astfel, Vlădeștiul devine din sat domnesc, proprietatea unui singur boier.
Ulterior,  numele comunei se mai regăsește și în alte documente semnate de voievozii: Petru I cel Tânăr, Mihai Viteazul, Radu Voievod.

### Organizarea administrativ-teritorială
În câteva sute de ani, Vlădeștiul a avut diverse sate în componență, a cunoscut  măriri  sau micșorări de  teritoriu atât din rațiuni practice cât și ca urmare a intereselor marilor proprietari.
Forma inițială de stăpânire a pământului a fost devălmășia absolută a  teritoriului care dădea posibilitatea fiecărui țăran de a folosi cât pământ putea lucra împreună cu familia sa.  Forma de organizare și conducere era obștea.
Adâncirea diferențelor sociale a făcut posibilă transformarea care a dus  în secolul al-XVII-lea  la stăpânirea întregului teritoriu de către un singur  boier, Tudoran Pitar. Locul obștii la conducerea satului a luat-o sfatul satului, acesta fiind format din proprietari, preoți și arareori reprezentanți ai țărănimii. Relațiile sociale dintre săteni au fost  reglementate de biserică. Actele de botez, cununie, deces, testamente  și altele,  necesitau cunoștințe în grafia utilizată în vremurile respective: slavonă pentru limba slavonă folosită în cancelaria de atunci,  ulterior caractere chirilice dar în limba română și din secolul al- XIX-lea  limba română a avut grafia actuală, cea latină.
Locuitorii comunei Vlădești au beneficiat în ultimele două secole de următoarele Legi funciare: 1864, 1919-1930, 1945, precum  și de retrocedările terenurilor agricole și clădirilor către proprietari și moștenitori după 1990.
În timpul domniei lui Cuza-Vodă, la 14 august 1864,  Legea pentru regularea proprietății rurale a dus la anularea unei prestații gratuite în favoarea  boierilor, claca, și la împroprietărirea țăranilor, un exemplu fiind satul Băhneni unde  țăranii cu 4 boi primesc 6 hectare de pământ, cei cu câte 2 boi 3,5 hectare, iar cei care nu au animale de tracțiune numai câte 2,5 hectare.
Ca urmare a unei noi legi din anul 1919, care viza exproprierea în cazul deținerii unor mari suprafețe de teren,  mai mulți locuitori ai Vlădeștiului  primesc acte de proprietate în Dobrogea.
După schimbările politice care au urmat celui de-al Doilea Război Mondial, se înființează la Vlădești, Cooperativa Agricolă Colectivă denumită Partizanii Păcii, care devine Cooperativa Agricolă de Producție și unde au fost înscriși cu forța țăranii deținători de pământuri și atelaje. Ei își puteau păstra doar  în jurul casei un lot ajutător de 3 000 m2, dar aveau obligația de a participa și la muncile agricole ale unității cooperatiste. Pentru că munca la țară devenise dificilă și prost plătită, în anii următori mulți țărani au părăsit agricultura și au lucrat în fabrici și uzine sau au urmat universități.
După Revoluția din anul 1989, Decretul nr 42/1990 a pus la îndemâna sătenilor  un  lot ajutător de  833 ha iar toate dotările  C.A.P.- ului au fost vândute,  sumele obținute ajungând la membrii cooperatori proporțional cu zilelor-muncă efectuate cu începere din 1962.
Au urmat legi funciare prin care proprietarii sau urmașii acestora au redevenit proprietari ai pământurilor deținute odinioară, însă regresul financiar și tehnic  i-au adus în situația de a  folosi din nou atelaje trase de cai și măgari. Productivitatea a scăzut și datorită distrugerii sistemului de irigații

## Istorie

### Vechi familii boierești
În secolul al-XVI-lea, satul a trecut în proprietatea familiei boierești Mușat printr-un act semnat la 23 martie 1562 de către domnitorul Țării Românești, Petru I cel Tânăr. Din secolul următor familia care își pune amprenta asupra întregii vieți a comunei a fost cea a boierilor Vlădescu.
Următorul stăpân al zonei respective, inclusiv al locuitorilor, a devenit  Tudoran Pitar începând cu  anul 1612, printr-un hrisov dat de Radu Mihnea.
O altă grupă de boieri este cea a Lăngeștilor, care dacă nu s-au distins în plan politico-administrativ, și-au investit resursele în dezvoltarea culturii la nivel local.
Se cunoaște numele lui Matei sin popa Ioan Lăngescu care contribuie la instruirea și educarea multor generații de tineri în  Vlădești-Pământeni, sec. XIX.  În același secol, un alt Lăngescu, Petre donează  cărți pentru  buna desfășurare a învățământului din  Vlădești-Pământeni .

### Sate constitutive
La sfârșitul secolului al XIX-lea, comuna făcea parte din plasa Râurile a județului Muscel și era formată din satele Vlădeștii de Jos, Vlădeștii de Sus și Prislopu, având în total 1450 de locuitori. În comună funcționau trei biserici și o școală mixtă, satele fiind înconjurate de livezi și păduri. Anuarul Socec din 1925 o consemnează în aceeași plasă, având 2038 de locuitori în satele Aurei, Băhneni, Coteasca, Prislopu, Valea Ursului, Vlădeștii de Sus, Vlădești-Pământeni și cătunul Negrești.
În 1931, sunt consemnate satele Vlădeștii de Jos, Vlădeștii de Sus, Aurei-Valea Ursului, Bălmeni și Căteasca-Prislop.
În 1950, comuna a fost transferată raionului Muscel din regiunea Argeș. În 1968, ea a trecut la județul Argeș; tot atunci, satele Vlădeștii de Jos și Vlădeștii de Sus fiind comasate pentru a forma satul Vlădești.

## Monumente

### Monumente istorice
În comuna Vlădești se află două monumente istorice de interes național. Unul este monumentul istoric de arhitectură reprezentat de curtea boierilor Vlădescu (secolul al XVII-lea) din fostul sat Vlădeștii de Sus — ansamblu alcătuit din biserica „Tăierea Capului Sf. Ioan Botezătorul” Cod AG-II-m-A-13849.02 (1656), construită de marele vistier Pârvu Vlădescu, restaurată în 1808,1851,1937 și ruinele culei având Cod AG-II-m-A-13849.02 (1657). Altul este monumentul memorial sau funerar reprezentat de o cruce de piatră de la 1600, amplasată la circa 150 m nord de primăria din satul Vlădești, Cod AG-IV-m-A-14023. 

### Monumente ale eroilor
Pe teritoriul comunei se află trei monumente ale eroilor. Ele se găsesc: în fața fostei clădiri a primăriei (1925), căruia i s-au adăugat  în 1946 și  numele eroilor căzuți în cel de-al Doilea Război Mondial;  în cimitirul Bisericii de la Prislop/Drăghescu (1952) în memoria eroilor satelor Putina, Drăghescu și Coteasca care s-au jertfit în  Primul și al Doilea  Război Mondial; în preajma școlii primare din Vlădești de Sus (1994) s-a ridicat de asemenea un monument închinat eroilor căzuți în cele două războaie mondiale .                                                                                                                                                                                                                                                                                                                                                                                                                                                                                                                                                                                                                                                                                                                                                                                

## Demografie
Catagrafiile (recensămintele)  realizate de preoți sunt cele mai vechi date statistice despre populația țării, primele păstrate fiind din  sec. XIX. Catagrafia din 1847 numără 246 de familii, dispuse astfel:  biserica din Vlădești de Sus 71 de familii, cea de la Vlădești-Pământeni, 65 de familii, Prislopul din Vale 53 de familii, Prislopul din Deal 57 de familii.
Anul 1853 aduce ca rezultat: în Vlădești de Sus, 62 de familii, iar în  Vlădești-Pământeni, 59 de familii.
Catagrafia anului 1864 specifică: 75 de familii la Vlădești de Sus, 60 la Vlădești-Pământeni, 93 la Prislopul din Vale și 110 la schitul Ulita.
Dezavantajul în ceea ce privește situația de ansamblu este că din aceste catagrafii nu făceau parte țiganii, și nu rezulta totalul populației nici pentru români.
Situația se modifică odată cu lucrarea învățătorului Ion Vasilescu din anul 1884 care transmite că în Vlădești de Sus sunt 501 locuitori, în Vlădești-Pământeni 697, în Prislopul din Vale 160 și în Prislopul din Deal 186.
Între 1977-2002, au loc cele mai multe transformări legate de mișcarea populației în sensul scăderii populației stabile, dar crește numărul de clădiri și de locuințe ca urmare a faptului că locuitorii care pleacă să lucreze în altă parte își păstrează locuința din Vlădești și că datorită frumuseții peisajului, aici se construiesc case de vacanță.
Minoritatea țigănească era considerată în dependență totală față de stăpân, la fel ca animalele, chiar dacă erau folosiți ca mână de lucru la construirea bisericilor și a altor edificii dificile. Abia în secolul al-XIX-lea  au apărut legile aboliționiste, dintre anii 1843 și 1848 țiganii  devenind țărani clăcași.
În anii 70 ai secolului XX, există și pentru ei  obligația de a  munci în întreprinderi agricole și industriale. Condițiile economice favorabile, învățământul obligatoriu, au condus la romanizarea lor prin căsătorii mixte, trecerea la religia ortodoxă și adoptarea unui stil de viață sedentar. Urmașii vechilor robi merg la  licee și universități locuiesc în case moderne și dețin autoturisme. Majoritatea sunt așezați în Cătunul Drăghina-Valea . 
Componența etnică a comunei Vlădești
     Români (72,13%)
     Romi (18,57%)
     Alte etnii (0%)
     Necunoscută (9,3%)
Componența confesională a comunei Vlădești
     Ortodocși (88,62%)
     Alte religii (1,41%)
     Necunoscută (9,97%)
Conform recensământului efectuat în 2021, populația comunei Vlădești se ridică la 2.978 de locuitori, în scădere față de recensământul anterior din 2011, când fuseseră înregistrați 3.092 de locuitori. Majoritatea locuitorilor sunt români (72,13%), cu o minoritate de romi (18,57%), iar pentru 9,3% nu se cunoaște apartenența etnică. Din punct de vedere confesional, majoritatea locuitorilor sunt ortodocși (88,62%), iar pentru 9,97% nu se cunoaște apartenența confesională.

## Politică și administrație
Comuna Vlădești este administrată de un primar și un consiliu local compus din 13 consilieri. Primarul, Leonard-Iustinian Șerban[*], de la Partidul Național Liberal, este în funcție din 1 noiembrie 2024. Începând cu alegerile locale din 2024, consiliul local are următoarea componență pe partide politice:
|  | Partid                          | Consilieri | Componența Consiliului | Componența Consiliului | Componența Consiliului | Componența Consiliului | Componența Consiliului |
|  | ------------------------------- | ---------- | ---------------------- | ---------------------- | ---------------------- | ---------------------- | ---------------------- |
|  | Partidul Național Liberal       | 5          |                        |                        |                        |                        |                        |
|  | Partidul Social Democrat        | 3          |                        |                        |                        |                        |                        |
|  | Partidul Puterii Umaniste       | 2          |                        |                        |                        |                        |                        |
|  | Partida Romilor „Pro Europa”    | 1          |                        |                        |                        |                        |                        |
|  | Alianța pentru Unirea Românilor | 1          |                        |                        |                        |                        |                        |
|  | Partidul S.O.S. România         | 1          |                        |                        |                        |                        |                        |

## Personalități (alfabetic)
Ion Banu – (n.1 noiembrie 1948) absolvent al  Liceului " Dinicu Golescu " din Câmpulung și al Facultății de Geologie-Geografie din București a predat la licee și în învățămâmtul universitar din localitate  până în anul 2002.
Este autorul următoarelor cărți: Geografia turismului și Geografia României, ambele la Editura Universității din Pitești ; Geologie, Editura  Zodia Fecioarei (2006).
Ion I. Bulacu – (n. 18 septembrie 1924 - d. 2002) a fost profesor și metodist al Inspectoratului Școlar Județean Argeș, absolvent al Liceului " Dinicu Golescu" din Câmpulung și al  Facultății de Geografie  din București (1949).
Lucrări recunoscute: Considerații fizico-geografice asupra județului Muscel; Considerații  privind dezvoltarea economică și culturală a județului Muscel; Câmpulungul în economia județului Argeș; Posibilități de valorificare a resurselor naturale ale zonei Muscel.
Mircea Diaconu (1949 - 2024) - actor și politician român, absolvent al Institutului de Artă Teatrală și Cinematografică.
A  interpretat  la Teatrul " Lucia Sturza Bulandra" la  Teatrul "Constantin Nottara " (director) și la  Teatrul Național. În cinematografie a interpretat roluri în  peste 50 de filme.
A predat la Institutul de Artă Teatrală și Cinematografică din București.
Activitate politică: Alianța Civică - membru fondator (1990); Partidul Democrat  - membru în Consiliul Național al Audiovizualului (CNA) până în anul 2004;  Partidul Național Liberal  - senator de Argeș (2008- 2012);  europarlamentar independent - membru al Grupului Alianței Liberale și Democrate pentru Europa și vice-președinte al Comisiei pentru Cultură și Educație ( 2014- 2019).
Mircea Diaconu a fost Ministru al culturii între 7 mai și 29 iunie 2012.
Cărți publicate: Șugubina (1977), La noi când vine iarna (1981).
Distincții: Ordinul național „Pentru Merit” în grad de Ofițer (2000).
Marilena Muntean – (n.18 iunie 1962), absolventă a Liceului "Dinicu Golescu" din Câmpulung  și a Facultății de Fizică din București, a obținut doctoratul  în fizica atmosferei în anul 1999.  A participat la proiecte naționale și europene privind calitatea aerului (2000-2007) ca și  la negocierile de aderare a României la U.E. pe probleme de mediu (2000-2004).
Este autoare a numeroase articole și studii de specialitate.
Mihail C. Vlădescu  ( n. Câmpulung, 25 aprilie 1865–d. 1944) a fost ultima mare personalitate a familiei Vlădescu. De formație științifică, a obținut bacalaureatul, licența (1885) și  doctoratul (1889) în științele naturii la Paris. A predat la universitățile din Iași și București până în anul 1936. În această perioadă a ocupat funcțiile de Decan al Facultății de Științe (1915-1919) și de Rector al Universității din București și demnitățile de Ministru al Instrucțiunii Publice și Cultelor (1904-1906) și al Agriculturii (1921-1922). Publicații: Noțiuni de geologie și mineralogie (1898); Noțiuni de zoologie și botanică (1900); Criptogamele vasculare din România (1901); Catalogul de semințe al Grădinii Botanice din București (1932). 
Pârvu Vlădescu - (sec. XVII).  A îndeplinit funcții importante în conducerea Țării Românești: logofăt (membru al Sfatului Domnesc), spătar (dregător care purta la ceremonii sabia și buzduganul domnului), pitar (boier însărcinat cu pregătirea și distribuirea pâinii la Curtea domnească), vistier (repartizarea și încasarea dărilor cădea în grija acestui rang boieresc). A avut o atitudine antiotomană și antihabsburgică. A fost asasinat în iulie 1658 ca urmare a conflictului  cu Mihnea al- III- lea Radu. Abia după 3 ani, soția sa, Anca reușește să-l reînhumeze în pronaosul bisericii ctitorite de el (v. Monumente).
Șerban Pârvu Vlădescu- Fiul lui Pârvu Vlădescu, a fost Mare comis (dregător care supraveghea și organiza activitatea în grajdurile domnești). Bun diplomat, a fost ales de către  domnitorul Șerban Cantacuzino să reprezinte Țara Românească la tratativele cu împăratul Leopold I. Următorul domnitor, Constantin Brâncoveanu îl preferă  în relațiile cu jupanul (boier  de seamă) Hanăș Mancaș, conducător al Cetății Brașovului, ca urmare a fugii țăranilor români din Tohan și Zărnești în localitățile Rucăr și Dragoslavele (astăzi în județul Argeș). Ostașii nemți pun capăt zilelor marelui boier în timpul conflictului armat din 1716. Nu există un mormânt atribuit lui  .

## Componente ale universului fizic

### Relieful
Relieful este  variat, se înalță de la lunca Bratiei spre terase, dealuri, platouri, care aparțin piemontului Cândești. 

### Hidrografia și resursele naturale
Bratia este un râu cu o întindere mică, 60 km. El izvorăște din  Iezerul Mare al Masivului Făgăraș și se varsă  în Râul Târgului, la Țițești.
Lunca sa este fertilită datorită  aluviunilor și rocilor dezagregate benefice culturii cerealelor, legumelor și sfeclei furajere.
Albia râului furnizează materie primă folosită la construcția locuințelor și la pietruirea șoselelor: nisip, pietriș și bolovani.
Argila necesară la fabricarea cărămizii de zidărie se află în subsolul comunei.
Vlădeștiul a avut și are numeroși meșteșugari ceramiști care pentru a realiza cahlele (plăcile) de teracotă și oalele exploatează argila necesară din Dealurile Modru și Nevrințu. 

### Clima
Comuna Vlădești se află  în zona subcarpatică meridională cu un climat temperat-continental, unde, datorită diferențelor de nivel se observă și un microclimat local. În văi, care se află la adăpostul culmilor,  iarna este uneori mai cald cu 1, 2 grade decât deasupra zonei neprotejate. Se întâmplă chiar să difere și precipitațiile: într-o parte a comunei când  plouă puternic, în restul zonei sunt precipitații slabe sau deloc.
În perioada 1972-1982,  Postul meteorologic nr.103 a funcționat în satul Drăghescu. El avea sarcina de a transmite prin stație informații zilnice despre vreme și de a nota fenomenele naturale cum sunt cantitatea de apă provenită din precipitații și grosimea stratului de zăpadă.  În aceeași perioadă, a mai funcționat și un punct pluviometric în cătunul Vlădești de Jos, ulterior cu  începere din 1975 la Vlădești de Sus. 

### Flora
Specifice altitudinii sunt pădurile de  fag, gorun, carpen, stejar, ulm, tei, paltin, mesteacăn, plop, pin, molid, salcâm. Pe lângă acestea mai găsim specii lemnoase de esență moale cum sunt arinii, sălciile și  plutele care au fost  plantate în special pentru întărirea albiei apelor și pentru protejarea de inundații.
Flora sălbatică utilizată mai ales pentru sănătate este foarte variată: mușețelul, izma, coada-șoricelului, traista ciobanului, brusturele, sunătoarea, pătlagina, cicoarea, rostopasca, cimbrul, țintaura, coada-calului, păpădia, păducelul sunătoarea, trifoiul sălbatic, talpa-gâștii, ciulinul, urzica, ochiul-boului, volbura, acoperă pajiștile și fânețele.
Dintre arbuști: alunul, măceșul, socul, murul, zmeurul etc.  Din primăvară până toamna pe teritoriul comunei cresc flori : brândușele, floarea Paștelui, fragul, viorelele, ferigile, clopoțelul, ciuperci comestibile.
Unele dintre ele sunt ocrotite de lege: brândușa galbenă, ghințura, papucul-doamnei.

### Fauna
Fauna este de asemenea diversă cuprinzând numeroase specii, de la insecte  până la mamifere. Batracienii sunt reprezentați de broasca de apă, broasca de iarbă, broasca râioasă, broasca-țestoasă; reptilele cuprind șopârle, șerpi, năpârci și vipere; peștii care populează Bratia sunt: zlăvoaca, cleanul, mreana, țiparul, nisiparnița; păsările se împart în trei grupe: migratoare - cucul, pupăza, sticletele, scatiul, ciocârlia, barza, rândunica, privighetoarea, graurul, pitulicea,  sedentare: mierla, vrabia, ciocănitoarea, pițigoiul, codobatura, gaița, sturzul, corbul, eretele, uliul, șorecarul, cioara, coțofana și de noapte: bufnița, ciuful și ciuhurezul; și în sfârșit mamiferele, în continuă scădere ca număr: vulpea, lupul, viezurele, pisica sălbatică, dihorul, ariciul, nevăstuica, ursul, cerbul, mistrețul .

## Coordonate economice
Formele de relief diverse au dat posibilitatea locuitorilor Vlădeștiului să-și poată duce viața la adăpostul pădurilor, cultivând pământul și ulterior crescând animale.
Prima formă de proprietate, devălmășia, respectiv stăpânirea pământului în comun în cadrul obștii țărănești (v. Organizarea administrativ-teritorială) n-a mai rezistat până azi decât în folosirea pădurilor și a izlazurilor.

### Activitatea industrială
Până în preajma celui de-al Doilea Război Mondial, țăranii români erau obligați să-și prelucreze singuri materia primă pe care o obțineau: inul, cânepa, lâna, pieile animalelor, fructele. Toate locuințele erau decorate cu împletituri, țesături și cusături. Lemnul era sculptat, cioplit în  forme geometrice  necesare stâlpilor de la poarta de la intrare și de la prispa casei. Mobila era și ea lucrată local de către tâmplarii satului care  realizau paturi, șifoniere, dulapuri, etajere, scaune. Fiecare comună avea meșteșugari capabili să contribuie la desfășurarea vieții de zi cu zi:  dogari, rotari, dulgheri, fierari, zidari, olari, teracotiști, cizmari, croitori, cojocari.
Gospodinele știau să utilizeze războaie de țesut pentru covoare, macate, fote, pânză pentru casă, marame, și să folosească  fuiorul de in sau cânepă pentru a împleti ciorapi și flanele.
Țuica era nelipsită din case, ea fiind necesară în primul rând la evenimente (nunți, botezuri, înmormântări), motiv pentru care în comună existau mai multe poverne pentru prepararea acestei băuturi și pe fiecare uliță câte o uscătorie de prune (pentru consum).
Făina de grâu și cea de porumb se obțineau în Vlădești încă de pe vremea lui Mihai Viteazul. La sfârșitul secolului XIX erau înregistrate 5 mori pe râul Bratia.
Deoarece fiecare gospodărie dispunea de cel puțin o vacă sau capre, femeile știau să prelucreze laptele obținând  brânză, smântână și unt. Vlădeștiul a avut  chiar și o făbricuță de industrializarea laptelui (1961 – 1977).
Ca urmare a industrializării forțate a țării, după  1960 până la sfârșitul deceniului 9 au existat secții de  prestări servicii, circulatorul electric pentru tăiat bușteni, vărăria unde se obținea varul nestins din piatră adusă de la cariera de la Mateiaș, ateliere pentru: teracotă, covoare, croitorie de damă, croitorie bărbătească, frizerie, cizmărie, sifonărie,  îmbuteliere sucuri de fructe, gogoșărie, brutărie. Pentru echiparea autoturismelor Dacia, în Vlădești a existat și un atelier de perne auto.
După anul 1990 aceste activități au fost restructurare ca și întreaga industrie națională.

### Comerțul
În urmă cu sute de ani, localnicii  își comercializau produsele agricole și ale industriei casnice pe plan local sau în localitățile unde existau târguri: Domnești, Stâlpeni, Câmpulung, Pitești.
Se utiliza și așa-numitul troc, adică  schimbul unor mărfuri în locul altora din alte zone, de exemplu fructele sau produsele de olărit pentru  cerealele produse în zona de câmpie.
Primăvara și toamna la Vlădești se organizau 3 târguri specifice perioadei anuale: de Sfântul Gheorghe (23 aprilie) când se comercializau miei și răsaduri, de Sfinții Împărați Constantin și Elena (21 mai) specificul fiind vasele de lut pentru Moși, și de Sfântul Dumitru (26 octombrie) când se vindeau produse agricole dar și costume populare, țesături, cojoace, piei de oaie, brânzeturi, sau  animale vii.
Sătenii au avut la îndemână până în anul 1948 prăvălii, băcănii și cârciumi locale pentru vânzarea produselor proprii. Ulterior, au apărut cooperativele de consum din care făceau parte 3 magazine mixte, un complex comercial universal la și 2 bufete.
Schimbarea politică de la sfârșitul anului 1989 a dus la dezvoltarea sectorul comercial privat.

### Căile de comunicații
Întrucât în apropierea Vlădeștiului exista Întreprinderea Forestieră din Stâlpeni, a fost nevoie de construcția unei căi ferate care să transporte material lemnos din munte. Inaugurarea căii ferate s-a făcut în 1934 și a fost utilizată până în 1994.
Din datele furnizate de Monografia comunei Vlădești,  în anul 2006 existau 126 de căruțe trase de cai și măgari necesare muncilor agricole, 306 autoturisme, 3 autoutilitare, 6 autocamione, 11 tractoare și 2 motociclete.
Inundațiile care produceau pierderi materiale atât pe terenurile agricole cât și  în gospodării au fost stăvilite  prin măsurile luate între  1982 și 1985, privind  îndiguirea tuturor afluenților Bratiei prin sisteme de protecție  sau bolovani legați în plase metalice . 

## Permanențe ale vieții satului

### Etnografie și folclor
Curtea țăranului din Vlădești era organizată la fel ca și ale celorlalți săteni din sudul României. Casa avea două camere, separate prin tindă,  sau cu intrare separată. Camera din dreapta care se mai numea și casa mare era păstrată pentru musafiri  și în ea se găseau lucrurile de preț și zestrea fetelor. Camera din stânga numită casa mică era folosită atât pentru locuit cât și pentru gătit. Aici se aflau fie un pat mai mare fie două mai mici, un  dulap care păstra hrana și vesela, o masă rotundă cu  scăunele mititele.
În pivniță se păstrau fructele, legumele și alte alimente.
Acoperișul era în 4 ape, peste care se așezau șiță sau șindrilă din lemn de brad, stejar sau fag, caracteristică fiind prezența la fațadă a unei mici deschizături  necesară evacuării fumului cu care se pregăteau carnea și cașcavalului pentru sezonul rece. Curțile mai adăposteau și o bucătărie de vară, neacoperită, numită șatră, în mijlocul căreia se afla o vatră de cărămidă.
Existența și utilitatea magaziei a rămas aceeași și anume aici se depozitează cereale, butoaie și unelte de lucru. În spatele ei, prin prelungirea acoperișului se găsește grajdul vitelor.
Uneori  magazia are două încăperi una fiind  locuibilă, cealaltă pentru depozitare, după modelul de mai sus iar între ele se află un spațiu liber  ocupat de căruță, plug, rariță, grapă, prașilă. Podul aflat peste  magazie și grajd  este folosit ca fânar.
Tot în curte se află și celelalte animale în cotețe separate: porcul, găinile,  rațele și gâștele. A existat obiceiul ca ultimul  copil după  căsătorie să rămână în casa părinților, motiv pentru care aceștia își construiau în curte o căsuță cu o singură cameră și cu un pod mic. Întreaga gospodărie  era înconjurată cu gard de lemn, iar către drum sătenii adăugau o  poartă dublă pentru atelaje și una  simplă pentru persoane. 

### Interiorul țărănesc
Secole de-a rândul, gospodinele au fost nevoite ca pe lângă îndeletnicirile obișnuite să lucreze cu acul, iglița, cârligele sau la războiul de țesut majoritatea obiectelor necesare pentru îmbrăcăminte, lenjerii de pat ori pentru  împodobirea interiorului: macaturi din lână, plocade, scoarțe, șervete, covoare, preșuri, perdele, draperii, fețe de masă, flanele, ciorapi, căciulițe, fulare batiste. În camera mare, cel mai important obiect era lada de zestre plină de albituri, deasupra aflându-se  până la tavan teancul de țesături și cusături. Se mai găseau o masă și câteva scaune, un cuier și două  paturi din lemn sculptat sub care se păstrau caierele de lână și fuioarele de cânepă.
Șervete cusute și  prosoape înflorate încadrau pe perete diverse obiecte cu valoare sentimentală iar pe peretele dinspre răsărit, pe un covoraș, toți sătenii păstrau o icoană care avea  deasupra un buchet de busuioc uscat. 

### Portul
Portul popular tradițional se constituia pentru bărbați din: cioareci (pantaloni țărănești strânși pe picior) croiți din dimie (țesătură groasă de lână) alb-gălbuie, cămașă de in sau de cânepă strânsă la mijloc cu bete (cingători lungi și înguste țesute din lână de diferite culori), cu încălțăminte din opinci de piele și cu capul acoperit cu pălărie în timpul verii și cu căciulă de oaie iarna. Femeile purtau: ie și fotă (țesătură dreptunghiulară de lână care se petrece în jurul corpului, ținând locul fustei) încrețită la spate prin strânsoarea betelor, ciorapi de lână, opinci, batic sau broboadă, haină de catifea, cojocel de oaie, cercei, salba de galbeni și mahmudele (monedă turcească de aur care a circulat în Țările Române în sec. XIX) la gât. 
Starea materială a țăranilor, ocupația lor, influențele din țară și din afara ei dar și industrializarea au condus la schimbări majore în portul popular.
De unde purtarea costumului popular era o permanență, el a  început să dispară treptat de pe la jumătatea sec XX.

### Meșteșugurile
În trecut, cel mai folosit material pentru construcții era  lemnul. El era utilizat și la confecționarea elementelor care puteau fi ornamentate în special cu motive geometrice: stâlpii prispelor, streșinile, ferestrele și ușile locuințelor, porțile de intrare în gospodării și tot mobilierul de la interior.
Femeile realizau cusături și lucrau pentru toate piesele de îmbrăcăminte și pentru țesăturile necesare înfrumusețării  locuințelor.
Cel mai vechi meșteșug olăritul, la fel de necesar în viața de zi cu zi pentru: alimentație - strachina, oala, ulciorul, borcanul, cana, ceașca; glastre pentru flori; obiecte pentru obiceiuri - oala de moși, plosca, ulciorul de nuntă; în arhitectură- cocoșul pentru acoperiș, farfurii ornamentale etc.; obiecte pentru copii - fluericiul, pușculița.
Sobele de teracotă au fost o necesitate sute de ani, foarte multe case de la țară încă mai folosesc lemnul pentru încălzire. Vlădeștiul are propriii teracotiști care se disting printr-un gen specific local . 

### Târgurile din Vlădești
Un rol în menținerea legăturilor între populația diverselor localități îl au târgurile, care se țin unele săptămânal - duminica - altele anual, la date și locuri stabilite prin tradiție. Acestea din urmă mai sunt cunoscute sub denumirea de târguri de țară, fiind specializate în vânzarea anumitor mărfuri.
Vlădeștiul este singura localitate din județul Argeș și printre puținele din țară care are ca specific ținerea pe teritoriul lui a trei târguri anuale: două de primăvară - de Sfântul Gheorghe și Sfinții Împărați Constantin și Elena - și unul de toamnă - de Sfântul Dumitru, iar în cadrul acestora apare suprapunerea a două obiceiuri: obiceiul în obicei.
Târgul care se ține cu ocazia Sfântului Gheorghe este unul care de desfășoară pe parcursul zilei de sărbătoare, moment în care satul întreg își pune Sânjorul la colțul casei sau lângă stâlpul porții de la intrarea în curte și în care se vând diverse mărfuri: iezi, pastramă, brânzeturi și răsăduri timpurii.
Celălalt târg, Târgul Sfinților Împărați Constantin și Elena supranumit și Târgul Moșilor, începe cu trei-patru zile înaintea sărbătorii de 21 mai și culminează în aceasta. Populația este mai numeroasă și din mai multe localități îndepărtate, provenind din provincii diferite. Cu această ocazie, se desfăceau „numai cele trebuincioase pentru moși”, astăzi fiind un târg specializat mai ales în vânzarea de vase din pământ ars. Aici, vin să-și vândă marfa nu numai olarii din Vlădești, Poienița - Golești, Coșești, Petrești, Dârmănești, ci și alții din ținuturi îndepărtate, spre exemplu, Harghita și Dolj. Pentru rromii din cătunul Drăghia, situat în nord-vestul localității, acest târg are o semnificație aparte, 21 mai mai fiind ziua găsirii partenerului de viață, care se sărbătorește până seara târziu, prin joc și cântec lăutăresc.
Un alt târg cunoscut de localnici și nu numai, este târgul de toamnă, cu prilejul căruia se vând produse agricole necesare în perioada de iarnă: legume, fructe, pastramă, brânză de burduf. De asemenea, se vând animale, mai ales oi, căciuli, cojoace, „plocade” și multe ale obiecte textile realizate din lână. Se știe doar că Sfântul Dumitru este, după tradiție, culegătorul și strângătorul tuturor pâinilor și al fructelor.”
Pe lângă funcția economică (schimbul de mărfuri), târgurile de țară menționate au și o funcție social-culturală, ca peste tot. Produsele artistice populare ale olarilor și sculptorilor în lemn (linguri, furci, greble), țesăturile și cusăturile expuse cu aceste ocazii împânzesc satele vecine. O notă distinsă o dau acestor târguri petrecerile populare: grupuri-grupuri, locuitorii interpretează jocurile specifice satului lor. „Astfel, apare, ca într-un tablou, varietatea jocului și a costumului popular.”
Târgul este „opinia publică” a unei întregi zone geografice - în cazul de față Valea Bratiei - primește sau respinge, și așa se transmit toate valorile vieții spirituale: strigăturile, cântecele, jocurile.

## Repere ale spiritualității

### Biserica
Vlădeștiul multisecular și ortodox în întregime până în jurul anului 1900, după care și-au făcut timid apariția și alte culte, a avut biserici care nu au fost  consemnate documentar decât cu începere din secolul al XIX-lea, prin intermediul catagrafiilor.
O sursă de atestare o reprezintă pisaniile, așa cum este cazul în Vlădești de Sus, Vlădești de Jos și Prislop-Drăghescu.
Biserica monument de la Vlădești de Sus, ctitorită la 1657, cu hramul Tăierea capului Sfântului Ioan Botezătorul (v. Monumente istorice) a avut și rol de necropolă, aici fiind înmormântați marele vistier Pârvu Vlădescu și soția sa  Anca, precum și Răducanu, fiul marelui comis Șerban Pârvu Vlădescu.  Se mai găsesc în nordul pronaosului două pietre tombale aparținând altor membrii ai familiei boierilor Vlădescu.
Într-o perioadă nesigură datorată deselor schimbări ale domnitorilor, Mihnea III  Radu a complotat pentru înlăturarea de la conducerea Țării Românești a domnitorului Constantin Șerban, iar apoi împotriva otomanilor cu ajutorul cărora ajunsese pe tron.
Pârvu Vlădescu atacă în Divan (for cu atribuții juridice, administrative și politice), ulterior și la Istanbul,  atitudinea lui Mihnea și încearcă o reconciliere cu Imperiul Otoman care era o mare putere militară. Diplomația lui Mihnea III  iese însă învingătoare și în cadrul incursiunii turcești care a urmat, lui Pârvu Vlădescu i se taie capul în luna iulie a anului 1659. După câțiva ani, soția sa Anca îi strămută osemintele în ctitoria lor, ea fiind și cea care se ocupase de terminarea construirii edificiului după moartea tragică a lui Pârvu.
Edificiul mai păstrează în naos și în pridvor (adăugat ulterior) picturile originale.
Importantă  este și  zestrea bibliofilă formată din două tipărituri aparținând secolelor XVII, respectiv XVIII.
Domnitorul Matei Basarab care și-a dorit pentru Țara Românească o legislație necesară judecării cauzelor care apăreau în epoca respectivă, a cerut tipărirea cărții Îndreptarea legii, care a apărut la Târgoviște în anul 1652. Exemplarul pe care îl deține biserica din Vlădești de Sus a aparținut inițial bisericii din Aninoasa (de asemenea ctitorie a Vlădeștilor), ulterior bisericii din Corbșori și bisericii din Vlădești de Jos.
Cea de-a doua carte bibliofilă este Liturghier , anul de tipărire este 1767, între 15 octombrie și 18 decembrie prin osteneala diortosirii smeritului între monarhi Grigorie.
O biserică cu o istorie de aproape patru secole are nevoie de mai multe reparații. Ele au fost executate astfel: în 1838 prin donațiile făcute de enoriași ca urmare a unui puternic cutremur, în 1936 prin contribuția Comisiunii Monumentelor Istorice, după cutremurul din 1940 și în etapa 1970-1976 prin intervenția Direcției Patrimoniului Cultural.
La Vlădești de Sus a mai existat și o biserică din lemn, prezentă în Catagrafia din 1852 . Din ea au mai rămas doar urmele zidurilor, fiind din construcție nerezistentă,  urmare a ambiției familiei Arsenescu, rivala Vlădeștilor de a fi și ei ctitori.
La Vlădești de Jos s-au construit pe același loc trei lăcașuri de cult cu hramurile Adormirea Maicii Domnului și Sf. Nicolae. Prima este consemnată documentar în anul 1843, cea de-a doua a fost  terminată și sfințită în anul 1896, pictorul fiind Dumitru Belizarie originar din Domnești, iar cea de-a treia, tencuită și cu pictură  în interior, a fost sfințită  în anul 1984.
O biserică construită de asemenea din lemn, dispărută între timp, a existat în Prislopul din Deal fiind menționată în catagrafia din anul 1847 cu hramul Sf. Voievozi.
În același an mai este menționată documentar o biserică de lemn în Prislopul din Vale cu hramul Sf. Treime, existentă încă. Cătunul respectiv mai dispune și de  un sfânt lăcaș din piatră și cărămidă sfințit în anul  1882 și restaurat între 1982-1983.
Pe lângă activitatea pastorală, preoții au participat de-a lungul timpului la alfabetizare, pentru instruirea în masă au fost instructori între anii 1947-1960, au participat întotdeauna în corul căminului cultural și au organizat activități cultural-educative. Sunt un exemplu de dăruire și în situații tensionate,  război sau calamități naturale.
În comuna Vlădești se va construi un așezământ monahal de tip athonit la inițiativa călugărilor români din Sf. Munte Athos și a credincioșilor care merg periodic acolo.
Această mănăstire va fi pusă sub ocrotirea Sf. Domnitor Neagoe Basarab, practicant al isihasmului, donator pentru Sf. Munte și ctitorul mănăstirii Curtea-de Argeș, aflată la 40 km depărtare.
Biserica ce va adăposti la subsol un paraclis  și încă două paraclise laterale lângă altar va fi înconjurată de chilii, trapeză, bucătărie, bibliotecă, birouri și alte anexe.
Până la realizarea complexului monahal, s-a înființat temporar Schitul „Neagoe Vodă Basarab”, pe un teren oferit ca donație  de la credinciosul Gheorghe Axinte.
Arhondaricul (clădirea rezervată oaspeților) va avea un paraclis și va fi construit în apropierea  incintei principale.
Stilul arhitectural dorit este o combinație dintre stilul brâncovenesc și cel athonit.
Călugării care vor face parte din această obște monahală, vor fi călăuziți  spiritual în cadrul unui stagiu de pregătire de către părinții de la Chilia „Buna Vestire” a Schitului Lacu din Sf. Munte Athos .
Mișcarea  Oastea Domnului din sânul Bisericii Ortodoxe  Române  are reprezentanți în parohia de la Prislop, astăzi satul Drăghescu.
Biserica Creștină Adventistă de Ziua a Șaptea este o credință intrată în România la începutul secolului XX. În Vlădești, adepții acestui cult dispun de un local propriu din anul 1981. 

### Școala
Cel mai vechi  știutor de carte din actuala comună Vlădești,  conform documentelor descoperite, Bratu Logofăt din Negești,  a slujit între 1555 și 1560 în cancelaria domnească unde a scris cu mâna hrisoave în limba slavă. La peste 100 de ani distanță, călugărul Inochentie originar tot din Negești, a ajuns în anul 1695 egumen al Mănăstirii Aninoasa, ceea ce presupunea cunoașterea scrisului și a cititului.
La vremea respectivă, știința de carte se învăța pe lângă biserică și se completa în familie din generație în generație.
Obligativitatea pentru comune de a avea școli a fost legiferată abia în anul 1838 de către Departamentul Trebilor din Lăuntru. Pentru că situația financiară a țării nu era îndestulătoare, Gheorghe Vlădescu pune la dispoziție lemne pentru construirea școlii și se oferă să participe cu  salariul învățătorului.
În anul următor, satul Vlădești-Pământeni avea o școală cu 34 de elevi, numărul crescând la 78 de elevi în anul școlar 1877-1878. Pentru Vlădești de Sus și de Jos, funcționa o școală cu 14 copii, după care numărul elevilor a crescut constant ajungând la  42 în anul școlar 1900-1901. Despre școala primară din Prislop (Drăghescu), se cunoaște că avea în anul școlar 1923-1924, 59 de înscriși, iar după război în anul școlar 1945-1946, 123 de înscriși.
Schimbările politice de după cel de-al Doilea Război Mondial au impus și existența învățământul pentru adulți. Alfabetizarea s-a încheiat în anul 1959,  timp în care au frecventat în Vlădești de Jos  96 de persoane în anul școlar 1945-1946 iar anul următor,  365 persoane.  S-au organizat și cursuri fără frecvență între anii 1969-1973 pentru  367 de persoane și serale pentru liceu între anii 1987 și 1993 la care s-au înscris 786 adulți.
Vlădeștiul de Sus a alfabetizat în perioada 1947-1960, 168 de persoane iar la  Școala din Prislop (Drăghescu)  au fost înscriși 83 de adulți între anii 1952-1981. 

### Biblioteca sătească și cele școlare
Știința de carte a cunoscut neîntrerupt salturi calitative și cantitative. Dacă în urmă cu sute de ani cunoștințele necesare scrisului și cititului erau apanajul preoților și al dascălilor, care le utilizau atât în cadrul cultului cât și la pregătirea slujbașilor statului, iar limbile necesare erau slavonă, greacă și latină, în secolul al-XIX-lea  au apărut ca o necesitate firească utilizarea limbii române și a alfabetului latin pentru școlarizarea unui număr mult mai mare de elevi și pentru aplicarea legislației în continuă schimbare.
Școlile devenind o realitate, manualele și materialele ajutătoare respectiv ziare, reviste, cărți științifice trebuiau păstrate, ordonate și la îndemâna tuturor elevilor.
Cu începere din anul 1956, biblioteca școlii din Prislop/Drăghescu se dezvoltă plecând de la 180 de cărți, cea din  Vlădești de Sus de la 200 iar cea din  Vlădești de Jos pleacă la drum cu 380 de exemplare.
Vlădești are și o bibliotecă comunală cu începere din anul 1955 când dotarea a căzut în sarcina Secției Culturale Raionale Muscel, de la care au fost transferate 1500 de volume, în anii următori Sfatul Popular comunal fiind cel care se ocupă cu achiziția de cărți astfel încât în anul 1960 biblioteca deținea  6630 de unități iar  în anul 1983, 10 000 de unități.
În anii 50-60 ai secolului XX,  bibliotecarii se deplasau și pe teren împreună cu cadrele didactice pentru organizarea de cercuri de citit.

### Căminul cultural
Cunoștințele acumulate în biserică și la școală au putut fi diversificate prin evenimente culturale organizate duminica și favorizate de înființarea Cercurilor culturale ca urmare a Deciziunii lui Spiru Haret din anul 1902.
Mai târziu, în anul 1936 s-a înființat Căminul cultural Pârvu Vlădescu, care, neavând local propriu își desfășura activitatea în cadrul școlii.
Locuitorii Vlădeștiului de Jos, atunci comună, au construit cu zile-muncă și banii proprii un sediu având o sală de spectacole cu 350 de locuri, inaugurată în anul 1954. Începând cu această dată,  au avut loc atât conferințe și informări duminicale cât și serbări școlare, spectacole sau hore țărănești.
Vlădeștenii simt nevoia unui al doilea cămin cultural care se inaugurează în anul 1970 ca filială a celui din centrul comunei. Acesta dispunea de  100 de locuri și a fost construit la Vlădești de Sus unde evenimentele care se bucurau de cea mai mare atenție erau 1 Decembrie (Ziua Marii Uniri), 24 ianuarie (Ziua Unirii Principatelor Române, supranumită Mica Unire), 8 Martie (Ziua Internațională a Femeii), 1 Mai (Ziua Internațională a Muncii), 23 August (Ziua Națională a României în perioada comunistă), Crăciun (Nașterea Domnului), Paști (Învierea Domnului), sau de hramurile bisericilor (sărbătoarea patronului spiritual al lăcașului de cult).
Dintre activitățile care au reprezentat Vlădeștiul în țară și peste hotare amintim  mișcarea corală care în perioada 1952-1960 a fost condusă de  preotul Constantin Vlădescu de la parohia bisericii de la Prislop (Drăghescu), continuată de dl. învățător Vasile Luca până în anul 1981 și Ansamblul folcloric Bratia apărut în anul 1980 la inițiativa profesorilor Steluța și Ion Stroe.
Între anii 1973 și 1985, în cadrul căminului cultural a apărut "Universitatea Populară Bratia" care, în scurtul răstimp în care a ființat, a contribuit la  răspândirea cunoștințelor științifice și la  valorificarea  tradițiilor culturale locale.  Acestei societăți i se datorează și organizarea Zilei comunei Vlădești, ediția I,  în anul 1982. 

### Cinematograful
Sporadic, locuitorii comunei Vlădești au avut ocazia de a urmări reprezentări cinematografice încă din anul  1923. Mai bine a fost după anul 1950, perioadă în care  existau în România cu scopul de a contribui la ridicarea nivelului cultural așa-numitele caravane cinematografice. Vlădeștiul a fost deservit  la sfârșit de săptămână prin  rolele cu filme care circulau  prin poștă în tot județul Muscel.
Căminul Cultural despre care am amintit mai sus, a găzduit și Cinematograful cu sediul în Vlădești după anul 1961 cu spectacole de 3 ori pe săptămână. Conducerea de atunci a țării cerea realizarea unui plan atât la numărul de spectatori cât și la încasări. Pentru creșterea nivelului cultural și civic al cetățenilor și aici ca și în toată România aveau loc dezbateri și concursuri tematice după vizionări  .

## Preocupări pentru calitatea vieții

### Normele de comportament
Avutul personal și cel obștesc au fost apărate de-a lungul timpului prin diferite forme de organizare și diverse instituții. Folosirea terenurilor în comun a necesitat adoptarea de reguli privind stabilirea hotarelor,  administrația izlazurilor, plecarea și coborârea oilor la și de la munte, data scoaterii vitelor din câmp.
Preoților, ca slujitori ai Domnului și exemplu de moralitate, li se cerea prima oară sfatul când apăreau neînțelegeri, iar după introducerea Regulamentului Organic din anul 1831, împreună cu alți trei jurați au devenit membrii în Sfatul judecătorilor.
Ulterior au fost  angajați paznici, străjeri, jandarmi, milițieni, polițiști.
Postul de jandarmi a apărut ca urmare a legislației favorabile promulgată la 1 septembrie 1893 și a ființat până în anul 1948 când a apărut Miliția, care a deținut  clădire proprie cu începere din anul 1968,  peste drum de școală. După schimbările politice din anul 1990, Miliția a fost  înlocuită cu Poliția. Pădurile au necesitat o atenție sporită, motiv pentru care au apărut  pădurarii, brigadierii și inginerii Ocolului Silvic din Aninoasa înființat prin legea din 1883.
O altă caracteristică a fost aceea că, în zonele rurale, primăriile au înființat Oborul comunal pentru apărarea obștei sătești în situația în care vitele nesupravegheate produceau pagube materiale în culturile vecinilor. Ele erau reținute pe obor (loc împrejmuit) până când stăpânii animalelor  achitau contravaloarea stricăciunilor, practică folosită  până după anul 1980.
Pentru situațiile mai grave, a existat Judecătoria comunală încă din anul 1884, cu sediul în localul Primăriei.
După primul război mondial, odată cu împroprietărirea  țăranilor au apărut spețe  mai complicate  care necesitau intervenția Judecătoriei Rurale din Domnești. Urmărind înțelegerea între părți, după schimbarea regimului politic din anul 1945, primăriile locale au înființat  Comisii de împăciuire transformate din anul 1969  în Consilii de judecată care au fost desființate în anul 1992.
Grija pentru viața și avutul sătenilor s-a materializat și prin apariția în anul  1930 a unei formații de pompieri dezvoltată după incendiu din anul 1965 când la Vlădești de Sus  au fost distruse total 10 gospodării. Tot atunci a devenit clară necesitatea pregătirii generațiilor viitoare, motiv pentru care s-au creat în școală echipele intitulate Micii pompieri . Ulterior, Formația Voluntară de Pompieri s-a transformat în Serviciul Voluntar pentru Situații de Urgență care este pregătit să ofere ajutor nu doar  în caz de incendii ci și de cutremur, alunecări de teren și inundații.

### Sănătatea
Pentru multe sute de ani, situația medicală a sătenilor din Vlădești a fost precară din cauza factorilor economici care au condus la paupertate, subnutriție, lipsa de asistență sanitară. Odată cu apariția școlilor, în sec. al-XIX-lea, s-a pus accentul pe educația sanitară și pe igienă, medicii, inițial în număr mic, ducând o luptă continuă cu incultura și mentalitățile care dăunează calității sănătății.
Epitropia Bisericii de la Vlădești de Jos a donat către sfârșitul anilor 30 ai secolului XX  un teren la Vlădești unde s-au construit Băile populare. Populația a frecventat acest stabiliment mai ales  sâmbăta, în timp ce elevii însoțiți de către cadrele didactice erau prezenți mai des. Pe măsură ce situația materială a sătenilor s-a îmbunătățit, aceste băi au devenit revolute și s-au desființat  în anul 1975.
Grija pentru sănătatea populației a condus la apariția unei infirmerii în anul 1914 care, deși nu a avut local propriu, a fost prima unitate sanitară cu activitate stabilă în localitate. Au urmat,  în anul 1976  Dispensarul, în anul 1977 un cabinet stomatologic,  în anul 1979 o secție dentară iar în anul 1992 prima farmacie.
Situația de după 1990 a făcut posibilă dotarea cu sterilizator, EKG, glucometru și masă ginecologică.
Activitatea cadrelor sanitare s-a desfășurat  atât la sediu cât și pe teren atunci când s-a impus  tratamentul la domiciliu sau activitățile de voluntariat. În perioada comunistă, au avut loc diverse concursuri cu temă medicală printre care Sanitarii pricepuți dar și cursuri sanitare la Universitatea Populară.
În situațiile în care au loc epidemii,  medicii și asistenții inspectează locuințele, grupurile sanitare, fântânile, puțurile și organizează dezinfecții, dezinsecții și deratizări. 

### Stadionul și sala de gimnastică
În ultimii 200 de ani de când se practică organizat, sportul a cunoscut și el, fluctuații.
Orele de sport și implicit competițiile au fost incluse alături de exercițiile militare în programa școlară odată cu  înființarea unităților de învățământ, adică după 1839.
Profesorul  Constantin Rachieru, care era și directorul școlii în anul 1974 a gândit diversificarea activității sportive îndreptate către sănătatea elevilor și dezvoltarea deprinderilor de mișcare prin înființarea stadionului și a sălii de gimnastică. Vlădeștiul a contribuit atât cu forța de muncă, în special a elevilor cât și cu  banii rezultați de la practica agricolă efectuată tot de ei. Acest stadion s-a transformat în timp în teren multifuncțional, aici desfășurându-se pe lângă meciurile de  fotbal școlar și pregătirea pentru  baschet, volei, tenis și handbal. În continuare, au fost incluse bârna, scara pentru escaladări și groapa pentru sărituri iar  sala de gimnastică a fost dotată cu  aparate necesare: cal, trambulină, spaliere, mese de tenis, saltele.
Juniorii dar și seniorii atrași de  fotbal  s-au înscris în Asociația  Partizanul, cu echipe care au participat la campionatele județene unde s-au făcut  remarcați în special în perioada  1980-1995.  
După anul 1998, din lipsă de fonduri,  fotbalul s-a practicat doar la nivel de amatori locali în special duminică după amiaza .